# التهامي الوزاني
التهامي الوزاني (1903-1972) . فقيه و سياسي و صحفي و أديب مغربي .

## مسيرته
ولد التهامي الوزاني في مستهل القرن العشرين و نشأ في كنف أسرة متواضعة، كان ينتمي من حيث النسب العقدي، إلى زاوية عتيدة، لكنه اختار لنفسه مسارا آخر سلكه كمتصوف مبتدئ بعد أن نبذ مواصلة تعليمه إلى منتهاه . هو صاحب جريدة الريف وصاحب كتاب الزاوية الذي يعتبره بعض النقاد أول رواية مغربية باللغة العربية. ولخاصية هذا الكتاب تنبه إليه المستعرب الفرنسي جاك بيرك في كتابه : «المغرب الكبير: تاريخ ومجتمع»، حيث أبرز خاصية الكتاب كشهادة داخلية ثمينة على تحولات تربوية وسلوكية عرفتها بنية التقاليد في المغرب أواخر القرن التاسع عشر وأوائل القرن العشرين .

## مؤلفاته
تتراوح أجناس كتابات التهامي الوزاني في الغالب بين التاريخ والسيرة الذاتية والرواية و الخطاب التأملي، من مؤلفاته :
- تاريخ المغرب (1940)
- الزاوية (1942)
- فوق الصهوات (1943)
- سليل الثقلين (1950)
- الباقة النضرة (1952)
- الرحلة الخاطفة (1958)